# John Varley
Pour les articles homonymes, voir Varley (homonymie).
Œuvres principales
- La trilogie de Gaïa (1979-84)
- Le Système Valentine (1998)

John Herbert Varley, né le 9 août 1947 à Austin au Texas, est un écrivain américain de science-fiction. 

## Biographie
Il grandit à Fort Worth (Texas), déménage à Port Arthur en 1957 et est diplômé de la Nederland High School. Il part à l'Université d'État du Michigan avec une bourse d'état du mérite scolaire. Il choisit cette université car, parmi celles qu'il peut se permettre de payer, c'est la plus éloignée du Texas. Il commence des études de physique, change pour des études de lettres puis quitte l'école avant son 20e anniversaire et arrive à San Francisco juste à temps pour le Summer of Love de 1967. Vivant de petits boulots et dépendant de la mission de St-Anthony pour manger, il décide que l'écriture est un meilleur moyen de subsistance. 
Il se retrouve à Woodstock en 1969 lorsque sa voiture tombe en panne d'essence à un demi mile du concert. Il a également vécu à Portland et Eugène, en Oregon, à New York, à San Francisco de nouveau, Berkeley, et Los Angeles.

## Œuvres

### Romans

#### Trilogie de Gaïa
1. Titan, Denoël, coll. « Présence du futur » no 298, 1985 ((en) Titan, 1979)Réédition, Gallimard, coll. « Folio SF » no 67, 2001
2. Sorcière, Denoël, coll. « Présence du futur » no 308, 1985 ((en) Wizard, 1980)Réédition, Gallimard, coll. « Folio SF » no 71, 2001
3. Démon, Denoël, coll. « Présence du futur » nos 400-401, 1985 ((en) Demon, 1984)Réédition, Gallimard, coll. « Folio SF » no 77, 2001

#### SérieLes Huit Mondes
1. Le Canal Ophite, J'ai lu no 1463, 1983 ((en) The Ophiuchi Hotline, 1977)Réédition, Gallimard, coll. « Folio SF » no 182, en 2004
2. Gens de la Lune, Denoël, coll. « Présences », 1994 ((en) Steel Beach, 1992)Réédition, Denoël, coll. « Présence du futur » nos 610-611, 1999 ; réédition, Gallimard, coll. « Folio SF » no 319, 2008
3. Le Système Valentine, Denoël, coll. « Lunes d'encre », 2003 ((en) The Golden Globe, 1998)Réédition, Gallimard, coll. « Folio SF » no 442, 2013
4. Blues pour Irontown, Denoël, coll. « Lunes d'encre », 2019 ((en) Irontown Blues, 2018)Réédition, Gallimard, coll. « Folio SF » no 687, 2021

#### SérieThunder and Lightning
1. (en) Red Thunder, 2003
2. (en) Red Lightning, 2006
3. (en) Rolling Thunder, 2008
4. (en) Dark Lightning, 2014

#### Romans indépendants
- Millénium, Denoël, coll. « Présence du futur » no 378, 1984 ((en) Millennium, 1983)
- (en) Mammoth, 2005
- (en) Slow Apocalypse, 2012

### Recueils de nouvelles
- Dans le palais des rois martiens (U.S : The Persistence of vision, U.K : In the Hall of Martian Kings, 1978) - Denoël Présence du futur no 276, 1979
  - Le Fantôme du Kansas ((en) The Phantom of Kansas)
  - Raid aérien ((en) Air raid)
  - Un été rétrograde ((en) Retrograde summer)
  - Le Passage du trou noir ((en) The black hole passe)
  - Dans le palais des rois martiens ((en) In the hall of the Martian kings)

- Persistance de la vision (U.S : The Persistence of vision, U.K : In the Hall of Martian Kings, 1978) - Denoël Présence du futur no 277, 1979 - Réédition Folio SF no 17, 2000 (comprend également le contenu de Dans le palais des rois martiens) :
  - Dans le chaudron ((en) In the bowl)
  - Dansez, chantez ((en) Gotta sing, gotta dance)
  - Trou de mémoire ((en) Overdrawn at the memory bank)Adaptée à la télévision sous le titre Overdrawn at the Memory Bank en 1983
  - Les Yeux de la nuit ((en) The persistence of vision)

- Les Mannequins (Picnic on the Nearside/The Barbie Murders, 1980) - Denoël Présence du futur no 342, 1982 :
  - Bagatelle ((en) Bagatelle)
  - L'Effet des fondus ((en) The funhouse effect)
  - Barbie tuerie ((en) The Barbie Murders)
  - Équinoxiale ((en) Equinoctial)
  - Les Mannequins ((en) Manikins)
  - Beatnik Bayou ((en) Beatnik Bayou)
  - Adieu, Robinson Crusoé ((en) Good-bye, Robinson Crusoë)
  - Sucre d'orge et bébé noir ((en) Lollipop and the Tar Baby)
  - Pique-nique au clair de Terre ((en) Picnic on Nearside)

- Champagne bleu (Blue Champagne, 1986) - Denoël Présence du futur no 527, 1992 :
  - Le Texte non traité ((en) The Unprocessed Word)
  - Frappez : Entrée ■ ((en) PRESS ENTER ■)
  - Champagne bleu ((en) Blue Champagne)
  - Tango Charlie et Foxtrot Roméo ((en) Tango Charlie et Foxtrot Romeo)
  - L'Annuaire de Manhattan (abrégé) ((en) The Manhattan Phone Book (Abridged))

- The John Varley Reader: Thirty years of short fiction (2004), non traduit en français :
  - (en) Picnic on Nearside
  - (en) Overdrawn at the Memory Bank
  - (en) In the Hall of the Martian Kings
  - (en) Gotta Sing, Gotta Dance
  - (en) The Barbie Murders
  - (en) The Phantom of Kansas
  - (en) Beatnik Bayou
  - (en) Air Raid
  - (en) The Persistence of Vision
  - (en) Press Enter ■
  - (en) The Pusher
  - (en) Tango Charlie and Foxtrot Romeo
  - (en) Options
  - (en) Just Another Perfect Day
  - (en) In Fading Suns and Dying Moons
  - (en) The Flying Dutchman
  - (en) Good Intentions
  - (en) The Bellman

## Prix
- Prix Hugo
  - Meilleur roman court 1979 pour Les Yeux de la nuit
  - Meilleure nouvelle courte 1982 pour Passe le temps
  - Meilleur roman court 1985 pour Frappez : Entrée ■

- Prix Nebula
  - Meilleur roman court 1978 pour Les Yeux de la nuit
  - Meilleur roman court 1984 pour Frappez : Entrée ■

- Prix Locus
  - Prix spécial 1976 pour avoir eu quatre nouvelles dans le top 10 (Bagatelle ; Gotta Sing, Gotta Dance ; Overdrawn at the Memory Bank ; The Phantom of Kansas)
  - Meilleur roman court 1979 pour Les Yeux de la nuit
  - Meilleure nouvelle longue 1979 pour Barbie tuerie
  - Meilleur recueil de nouvelles d'un auteur unique1979 pour Persistance de la vision
  - Meilleur roman de science-fiction1980 pour Titan
  - Meilleur recueil de nouvelles d'un auteur unique1981 pour Les Mannequins
  - Meilleur roman court1982 pour Champagne bleu
  - Meilleure nouvelle courte 1982 pour Passe le temps
  - Meilleur roman court 1985 pour Frappez : Entrée ■
  - Meilleur recueil de nouvelles 1987 pour Champagne bleu
  - Meilleur recueil de nouvelles 2005 pour The John Varley Reader

- Prix Apollo
  - 1980 - Persistance de la vision

John Varley a également remporté le Jupiter Award (1978 - Dans le palais des rois martiens), deux prix Seiun (1987 - Frappez : Entrée ■ et 1992 - Tango Charlie et Foxtrot Roméo) ainsi que l'Endeavour Award (2004 - Red Thunder).